# Горштак 2: Убрзање
Горштак 2: Убрзање (енгл. Highlander II: The Quickening) је амерички научнофантастични филм из 1991., који је режирао Расел Малкахи, а у главним улогама су: Кристофер Ламбер, Вирџинија Медсен, Мајкл Ајронсајд и Шон Конери.
Ово је други наставак у серијалу филмова „Горштак” и наставак фантастичног филма Горштак из 1986. године. Радња је смештена у 2024. годину, а бави се Конором Меклаудом, који враћа своју младост и бесмртне способности и мора да ослободи Земљу од Штита, вештачког озонског омотача који је пао под контролу корумпиране корпорације.

## Радња
Година 2024, Конор Меклауд је остао последњи бесмртник на земљи, након чега је почео да стари. Од тада је прошло четврт века, током којих се на Земљи дешава глобална еколошка катастрофа – озонски омотач је осиромашен. Сакупивши много знања током свог дугог живота, Конор развија електромагнетни штит који покрива планету, штитећи је од сунчевог зрачења. Али хероја, који се претворио у оронулог старца, бизнисмени штитне корпорације удаљавају из посла и он полако доживљава своје дане, сећајући се да су сви бесмртници који су живели на земљи у ствари ванземаљци који су подигли устанак. на далекој планети Зеист, коју је потиснуо окрутни генерал Катана. Преживеле побуњенике је савет осудио на прогонство. Тако су Меклауд и Рамирез завршили на Земљи, сваки у различито време и на различитим местима, све док се једног дана нису поново срели.
У међувремену, група илегалних еколога, по цену свог живота, сазнаје да је озонски омотач обновљен, али шилд корпорација, плашећи се губитка профита, крије ову чињеницу. Преживела еколога Луиз Маркос одлучује да пронађе Конора Меклауда и затражи помоћ. Тада је Катана одлучила да се обрачуна са Меклаудом и послала још два бесмртника на земљу. Меклауд то открива када му рана на руци, коју је задао свађач у бару, тренутно зацели. Састаје се са Луизом, која тражи помоћ, али старац одбија, позивајући се на старост и беспомоћност. У овом тренутку их нападају Катанини гласници. Срећом, оронули Меклауд успева да првог убицу гурне под воз. Точкови воза обезглављују убицу, а ослобођена животна енергија враћа Меклауду младост и снагу. Меклауд тада успева да повуче жицу и одруби главу другом убици. Меклауд троши своју животну снагу да врати Рамиреза у живот. Устаје на месту погибије од курганског мача, где је до тада изграђено позориште и где се у том тренутку приказивао „Хамлет“. Пошто је забавио публику и наљутио редитеља и глумце, Рамирез креће да се упознаје са савременим светом.
Катана лично одлази на Земљу. Бачен је у воз метроа, на којем он, након што је уклонио машиновођу, креће у луду трку док воз не излети на површину, а затим среће Меклауда на гробљу, где је дошао до гроба своје супруге која је умрла током катастрофе. Меклауд објашњава Катани да је желео да остане на земљи и умре, али упозорава да неће дозволити да Меклауд умре природном смрћу. Долази на чело корпорације штита и захтева помоћ у елиминисању Меклауда. Пошто је шеф корпорације и сам заинтересован за ово, он радо улази у савез са ванземаљцем.
Рамирез убрзо проналази Меклауда, након чега им Луиз каже да се озонски омотач вратио у нормалу и да се штит коначно може уклонити. Прво, јунаци улазе у затвор, где проналазе Меклаудовог сарадника на самрти. Али убрзо упадају у замку. Рамирез, по цену свог живота, спасава Конора и Луиз од пропелера који се спушта, Катана је коначно поражена, а Меклауд гаси ласерски зрак уласком у њега. Штит нестаје, враћајући право небо на земљу, а Меклауд и Луиз први пут виде звезде.